# دختر یفتاح

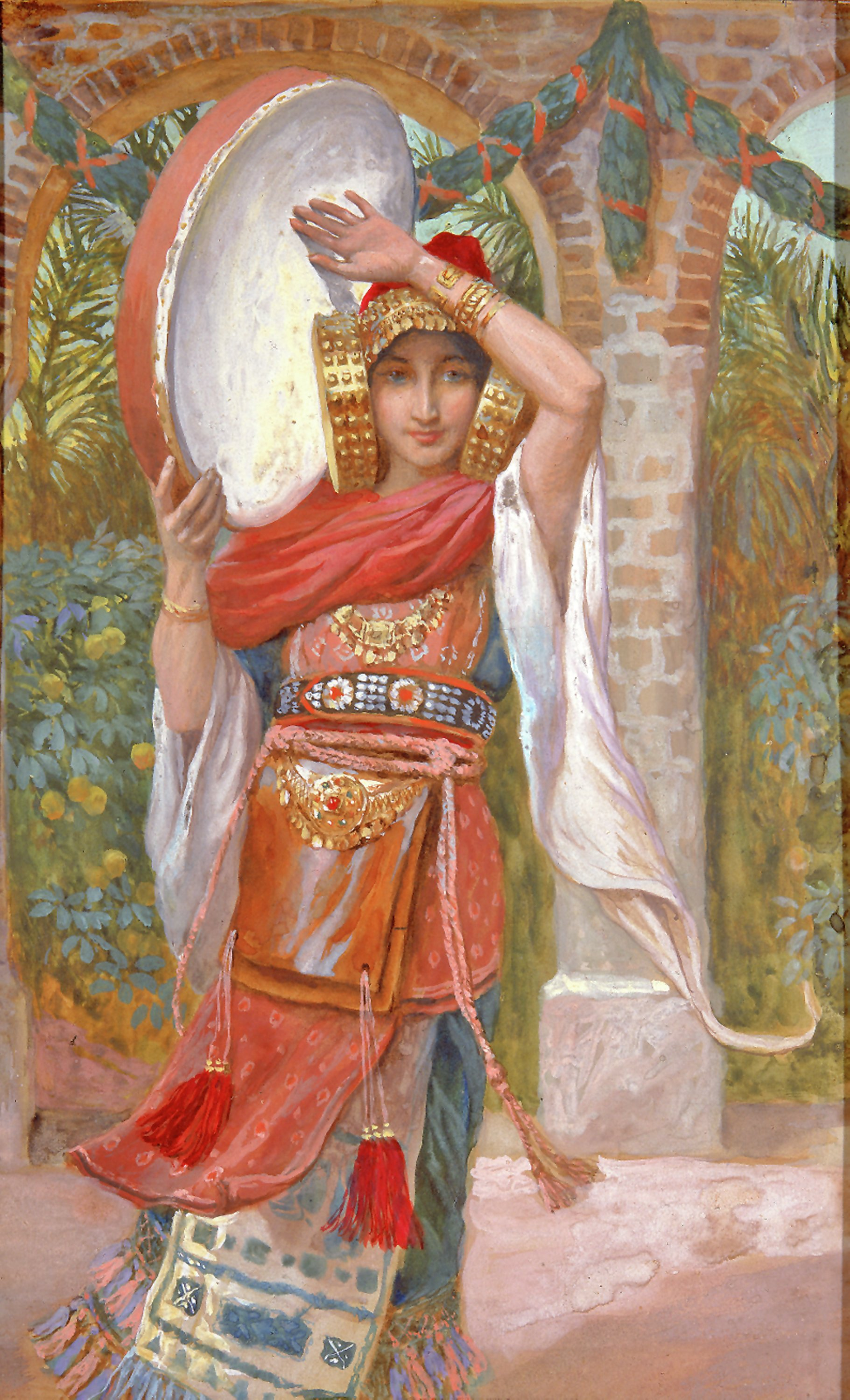
، دختر یفتاح، اثر جیمز تیسو. ۱۸۹۶–۱۹۰۲.

دختر یفتاح (انگلیسی: Jephthah's daughter) شخصیتی در کتاب مقدس عبری است، که داستانش در کتاب داوران قسمت ۱۱ بازگو شده‌است.
یفتاح یکی از داوران بنی اسرائیل است. وقتی قوم او توسط عمونیان تهدید نظامی می‌شوند، از یفتاح درخواست می‌کنند تا فرمانده آنها باشد و یفتاح با این وعده که در صورت پیروزی، رهبر کلی آنها خواهد شد، موافقت می‌کند. اما قبل از رفتن به نبرد، او با یهوه عهد می‌بندد که اگر پیروزی نصیبش شد، در بازگشت از نبرد، «هر که [هرچه] اول از خانه بیرون بیاید» برای یهوه قربانی کند. (عبری ضمیر شخصی یا غیرشخصی را مجاز می‌داند) در درگیری بعدی یفتاح و نیروهایش پیروز می‌شوند. با این حال، شادی کوتاه مدت است، زیرا در بازگشت به خانه، تنها فرزند او، دختری که نامش ذکر نشده‌است، در حال رقصیدن و نواختن تنبور به استقبال او آمد (آیه ۳۴). این دختر پدرش یفتاح را تشویق می‌کند تا به عهد خود عمل کند (آیه ۳۶) او فقط از او می‌خواهد که یک مهلت دوماهه به او بدهند تا با دوستان زنش در کوهستان وقت بگذراند و در عزاداری برای باکرگی‌اش باشد. (آیه ۳۸). این درخواست پذیرفته می‌شود. وقتی او نزد پدرش بازمی‌گردد، پدرش «طبق نذری که کرده بود» با او رفتار می‌کند. (آیه ۳۹)
کتاب مقدس به صراحت بیان نمی‌کند که یفتاح دختر خود را به عنوان قربانی سوختنی قربانی کرد. از آنجایی که دخترش از این واقعیت عزادار بود که هرگز ازدواج نخواهد کرد به جای اینکه سوگواری کند که در شرف مرگ است (داوران ۱۱: ۳۶–۳۷)، این احتمالاً نشان می‌دهد که یفتاح او را به جای قربانی کردن، به یک خیمه به عنوان خادم سپرد. با این حال، به نظر می‌رسد که قضات ۱۱:۳۹ نشان می‌دهد که او عمل قربانی کردن دخترش را انجام داد: «او همان‌طور که نذر کرده بود با او کرد.»
یک عقیده در میان مفسران این است که پس از آن که دختر برای باکرگی خود در پرتو فرمان کتاب مقدس مبنی بر «بارور و زیاد شدن» سوگواری کرد زیرا اکنون دیگر قادر به انجام آن نبود، یفتاح دخترش را در یک عمل قربانی‌کردن انسان کشت.
عقیده مخالفی نیز وجود دارد که دختر یفتاح به همان روشی که سموئیل پس از تولد تقدیم به خداوند شد، بقیه عمر خود را در انزوا گذراند. این مبتنی بر ملاحظاتی است مانند گریه کردن برای باکرگی خود که اگر در شرف مرگ بود معنایی نداشت. مفسرانی مانند داوود قیمحی این دیدگاه را دارند.

## تفسیر
دو پرسش در رابطه با این آیه مطرح شده‌است چرا خدا ابراهیم را از قتل پسرش، اسحاق در پیدایش ۲۲ منع کرد، اما قربانی کردن دختر یفتاح در کتاب داوران منع نشد و یفتاح هیچ راهنمایی‌ای از خدا دریافت نکرد، همچنین اینکه چرا یفتاح به خود اجازه داد که فرزندش را قربانی کند، در حالی که قربانی‌کردن انسان ممنوع بود. دانشمندان یهودی و مسیحی نظرات و تفسیرهای زیادی از داستان یفتاح و دخترش ارائه می‌دهند. ابهام متن و این واقعیت که قربانی کردن او به تفصیل شرح داده نشده‌است، بحث‌های زیادی را به همراه داشته‌است. برخی معتقدند که دختر به معنای واقعی کلمه قربانی شد. برخی معتقدند که او به عنوان یک قربانی زنده به خدا تقدیم شده‌است. برخی معتقدند که نذر صحیح بوده و یفتاح به آن مقید بوده‌است. برخی معتقدند که این نوع نذر کردن خطا بوده و بنابراین اعتباری ندارد. برخی معتقدند که یفتاح در اجرای نذر گناه کرد. دانشمندان اولیه یهودی به اتفاق آرا پذیرفته بودند که یفتاح به معنای واقعی کلمه دخترش را به عنوان قربانی سوختنی تقدیم کرده‌است. این دیدگاه تا قرون وسطی به چالش کشیده نشد، تا زمانی که تعدادی از خاخام‌ها از جمله داوود قیمحی کوشیدند این دیدگاه را تثبیت کنند که «یفتاح دخترش را نکشت بلکه فقط دخترش را در یک باکرگی مادام العمر وقف خدمت به مقدسات یهوه کرد.»
در تفسیر و توضیح این آیه در منابع جدید آمده‌است که در دوران کتاب داوران «هر کس آنچه را که در نظر خود درست بود انجام می‌داد» (۱۷:۶، ۲۱:۲۵). در این دوره، پس از موسی، قبل از پادشاهی اسرائیل (پادشاهی متحد)، ملت اسرائیل یک اتحادیه سست از قبایل بود. هویت دینی آن‌ها سنت وحدت‌بخش قوی نداشت و بدون آن، هر کس فقط مطابق آنچه صلاح می‌دانست عمل می‌کرد بنابراین، در این برهه از زمان کل فرهنگ اسرائیل واقعاً خدا را نمی‌جویند، به دستورالعمل‌های اخلاقی او توجه نمی‌کنند، هنوز یک سنت کاهنی یا پادشاه قوی برای اجرای آن دستورالعمل‌ها ندارند، و بنابراین آنها با ارزش‌های فرهنگ اطراف خود جذب می‌شوند. نمونه‌های بسیار بیشتری در کتاب داوران وجود دارد، اما نویسنده به وضوح از شما می‌خواهد که شما فاسد بودن آن زمان را احساس کنید، جایی که نه پادشاهی وجود داشت، نه قدرتی فراگیر در این سرزمین وجود داشت. باید تفاوت بین آنچه تجویز می‌شود و آنچه که توصیف می‌شود تشخیص وجود داشته باشد. در کتاب مقدس قربانی انسانی منع شده‌است. «هیچ‌یک از فرزندانت را برای بت مولوخ بر قربانگاه او نسوزان، چون این عمل، نام خداوند، خدای تو را بی‌حرمت می‌سازد.» (لاویان باب هیجدهم آیه ۲۱) Leviticus ۱۸:۲۱ «شما نباید به این شکل یَهُوَه خدایتان را پرستش کنید، ‏ چون آن‌ها موقع پرستش خدایانشان کارهای زشت و زننده‌ای را که یَهُوَه از آن‌ها متنفر است انجام می‌دهند و حتی پسران و دخترانشان را در آتش برای خدایانشان می‌سوزانند.» (تثنیه باب دوازدهم آیه ۳۱) Deuteronomy 12:31